# Rue Panepistimíou
La rue Panepistimíou (en grec moderne : Οδός Πανεπιστημίου) est une des principales voies urbaines d'Athènes, en Grèce. 

## Situation et accès
La ligne 2 du métro d'Athènes suit en partie le trajet de cette grande artère centrale. L'avenue est desservie en son centre par la station Panepistímio.

## Origine du nom
Elle porte le nom de «Λεωφόρος Πανεπιστημίου» « Avenue de l'Université », du nom de l'Université d'Athènes qui y est située.

## Historique
Rebaptisée officiellement dans les années 1980 « avenue Elefthérios Venizélos », du nom de l'ancien Premier ministre grec, elle relie la place Sýntagma à la place Omónia. 

## Bâtiments remarquables et lieux de mémoire
Cette rue regroupe certains des principaux bâtiments de la capitale, en particulier l'ensemble Académie-Université d'Athènes-Bibliothèque nationale, ainsi que la Banque centrale grecque, le Musée numismatique d'Athènes et la cathédrale catholique d'Athènes.

## Sources
- (en) Cet article est partiellement ou en totalité issu de l’article de Wikipédia en anglais intitulé « Panepistimiou_Street » (voir la liste des auteurs).